# Polk (Illinois)
Polk está situado no Condado de Macoupin, Illinois, Estados Unidos. De acordo com o censo de 2010, sua população era de 563 habitantes e continha 287 unidades habitacionais.

## Geografia
De acordo com o censo de 2010, a cidade tem uma área total de 36.41 sq mi (94.3 km2), dos quais 36.17 sq mi (93.7 km2) é terra e 0.24 sq mi (0.62 km2) é água.